# Dainville
Dainville település Franciaországban, Pas-de-Calais megyében. Lakosainak száma 5718 fő (2022. január 1.). Dainville Duisans, Wailly, Warlus, Achicourt, Arras és Berneville községekkel határos.

## Népesség
A település népességének változása:
| Lakosok száma | 5867 | 5671 | 5679 | 5646 | 5665 | 5681 | 5689 | 5703 | 5718 |
|               | 2013 | 2015 | 2016 | 2017 | 2018 | 2019 | 2020 | 2021 | 2022 |